# 五十肩
五十肩（ごじゅうかた、英: frozen shoulder）は、肩の痛みと運動制限をきたす疾患。莢膜炎、膠着性関節炎（英: adhesive capsulitis）ともいう。四十肩ともいわれる。正式には肩関節周囲炎（英: shoulder periarthritis）という疾患群のことで、肩関節の周囲に起こる炎症のこと。従来は腱板損傷や石灰沈着性腱板炎なども含めて五十肩と呼んでいたが、近年では原因が明らかな疾患は五十肩に含めない。

## 症状
最初、肩関節付近に鈍痛が起こり、腕の可動範囲の制限が起こる。次第に痛みは鋭いものになり、急に腕を動かす場合などに激痛が走るようになる。痛みのために、腕を直角以上に上げられなくなったり、後ろへはほとんど動かせないなどの運動障害が起こる。生活にも支障をきたすようになり、重症化すると、洗髪、髪をとかす、歯磨き、炊事、洗濯物を干す、電車のつり革につかまる、洋服を着る、寝返りを打つ、排便後の尻の始末などが不自由となり、日常生活に大きな困難をもたらす場合がある。軽症で済むか重症化するかの仕組みもはっきりしていない。
痛みは片方の肩だけの場合が多いが、両側に生じる場合もある。
初期の症状が始まってからピークを迎えるまで数ヶ月を要し、ピークは数週間続き次第に和らいでくる。痛みのレベルにもよるが、鋭い痛みが感じられなくなるまでに半年前後、さらにボールなど物を投げられるようになるまでには1年前後かかる。腕の可動範囲を発症前の状態までに戻せるかどうかは、痛みが緩和した後のリハビリ次第だが、多くの場合、発症前の状態には戻りにくい。

## 治療
炎症期（初期の疼痛が強い時期）は肩を無理に動かすことを避け、肩の保温を図る。拘縮期（拘縮が完成する時期）には温熱療法を行う。また、症状に合わせてストレッチやコッドマン体操（アイロン体操）を行う。拘縮が和らいできたら肩の運動を徐々に増やす。
薬理的な治療としては、関節へのヒアルロン酸もしくはキシロカインの注射が行われる。
ステロイドの関節への注射は最大2ヶ月が限度とされる（それ以上投与すると腱の劣化が起きるため）。